# Chủ nghĩa duy vật lịch sử
Chủ nghĩa duy vật lịch sử là hệ thống quan điểm duy vật biện chứng về xã hội của triết học Mác-Lênin, là kết quả của sự vận dụng phương pháp luận của chủ nghĩa duy vật biện chứng và phép biện chứng duy vật vào việc nghiên cứu đời sống xã hội và lịch sử nhân loại. Chủ nghĩa duy vật lịch sử là một trong ba bộ phận hợp thành triết học Marxist. Chủ nghĩa duy vật lịch sử lý giải sự tiến hóa của xã hội loài người bằng sự phát triển của trình độ sản xuất. Trình độ sản xuất thay đổi khiến quan hệ sản xuất cũng thay đổi dẫn đến những mối quan hệ xã hội thích ứng với những quan hệ sản xuất đó cùng với những tư tưởng nảy sinh ra từ những quan hệ xã hội đó cũng thay đổi kéo theo sự thay đổi hệ thống pháp lý và chính trị. Chủ nghĩa duy vật lịch sử của Marx trở thành phương pháp luận của nhiều nhà nghiên cứu trong các bộ môn như sử học, xã hội học...

## Đối tượng nghiên cứu
Chủ nghĩa duy vật lịch sử không nghiên cứu những mặt riêng biệt của sinh hoạt xã hội, mà nghiên cứu toàn bộ xã hội như một thể thống nhất với tất cả các mặt, các quan hệ xã hội, các quá trình có liên hệ nội tại và tác động lẫn nhau của xã hội. Khác với những khoa học xã hội cụ thể, chủ nghĩa duy vật lịch sử không nghiên cứu những vấn đề cục bộ, riêng biệt, chi phối sự phát triển của các quá trình về kinh tế, chính trị hay tư tưởng, mà nghiên cứu những vấn đề chung nhất phổ biến nhất của sự phát triển xã hội.
Chủ nghĩa duy vật lịch sử nghiên cứu xã hội với tư cách là một chỉnh thể thống nhất để vạch ra những nét chung của sự phát triển xã hội, những động lực, những nguyên nhân cơ bản của sự chuyển biến từ một hình thái kinh tế - xã hội này sang một hình thái kinh tế - xã hội khác, mối liên hệ qua lại và sự phụ thuộc lẫn nhau giữa những hiện tượng khác nhau của đời sống xã hội: kinh tế, chính trị, tư tưởng…
Chủ nghĩa duy vật lịch sử trừu tượng hóa sự vận động và phát triển xã hội, chỉ ra vị trí và vai trò của mỗi mặt của đời sống xã hội, trong hệ thống xã hội nói chung, vạch ra những nét cơ bản của các giai đoạn phát triển của xã hội loài người.

## Nội dung cơ bản
Chủ nghĩa duy vật lịch sử trừu tượng hóa sự vận động phát triển của lịch sử, là nguyên nhân dẫn đến sự thay thế các hình thái kinh tế - xã hội thấp đến trình độ cao hơn, vận động theo hình xoáy ốc mà theo chủ nghĩa cộng sản đỉnh cao của nó là xã hội cộng sản chủ nghĩa, một xã hội làm theo năng lực, hưởng theo nhu cầu.
Mỗi hệ thống quan hệ sản xuất của một xã hội nhất định, phụ thuộc vào tính chất và trình độ phát triển của các lực lượng sản xuất. Các lực lượng sản xuất luôn luôn phát triển không ngừng, đến một giai đoạn nhất định sẽ mâu thuẫn với những quan hệ sản xuất cũ đã lỗi thời và đòi hỏi phải thay đổi các quan hệ sản xuất ấy bằng những quan hệ sản xuất mới, tiến bộ hơn. Một khi cơ sở hạ tầng đã thay đổi, thì toàn bộ cấu trúc thượng tầng sớm muộn cũng thay đổi theo. Chủ nghĩa duy vật lịch sử khẳng định tồn tại xã hội quyết định ý thức xã hội. Cốt lõi là học thuyết hình thái kinh tế-xã hội, theo đó, trong các quan hệ xã hội, các quan hệ sản xuất là cơ sở hiện thực của mỗi xã hội nhất định, cấu trúc hạ tầng, trên đó xây dựng lên kiến trúc thượng tầng: chính trị, pháp luật và các hình thái ý thức xã hội khác, với những thiết chế của chúng. Hình thái kinh tế - xã hội cũ được thay thế bằng một hình thái kinh tế - xã hội mới tiến bộ hơn. Như vậy, lịch sử loài người là lịch sử thay thế của những hình thái kinh tế - xã hội khác nhau. Trong xã hội có giai cấp, sự thay đổi ấy được thực hiện bằng cách mạng xã hội.